# E45 (trasa europejska)
E45 – trasa europejska prowadząca z Alta w Norwegii do Geli na Sycylii we Włoszech, przebiegająca przez Finlandię, Szwecję, Danię, Niemcy i Austrię.

## Stary system numeracji
Do 1985 obowiązywał poprzedni system numeracji, według którego oznaczenie E45 dotyczyło trasy: Dole – Nyon. Ówcześnie trasa była zaliczana do kategorii „B”, która obejmowała odgałęzienia i łączniki między arteriami europejskimi.

### Drogi w ciągu dawnej E45
Lista dróg opracowana na podstawie materiału źródłowego
| Francja    | - droga nr 5: Dole – Parcey - droga nr 5: Parcey – Mont-sous-Vaudrey – Poligny - droga nr 5: Poligny – Champagnole – Saint Laurent-en-Grandvaux – Gex - droga nr 5: Gex – granica ze Szwajcarią |
| Szwajcaria | - granica z Francją – Genewa - droga nr 1: Genewa – Nyon |

## Galeria

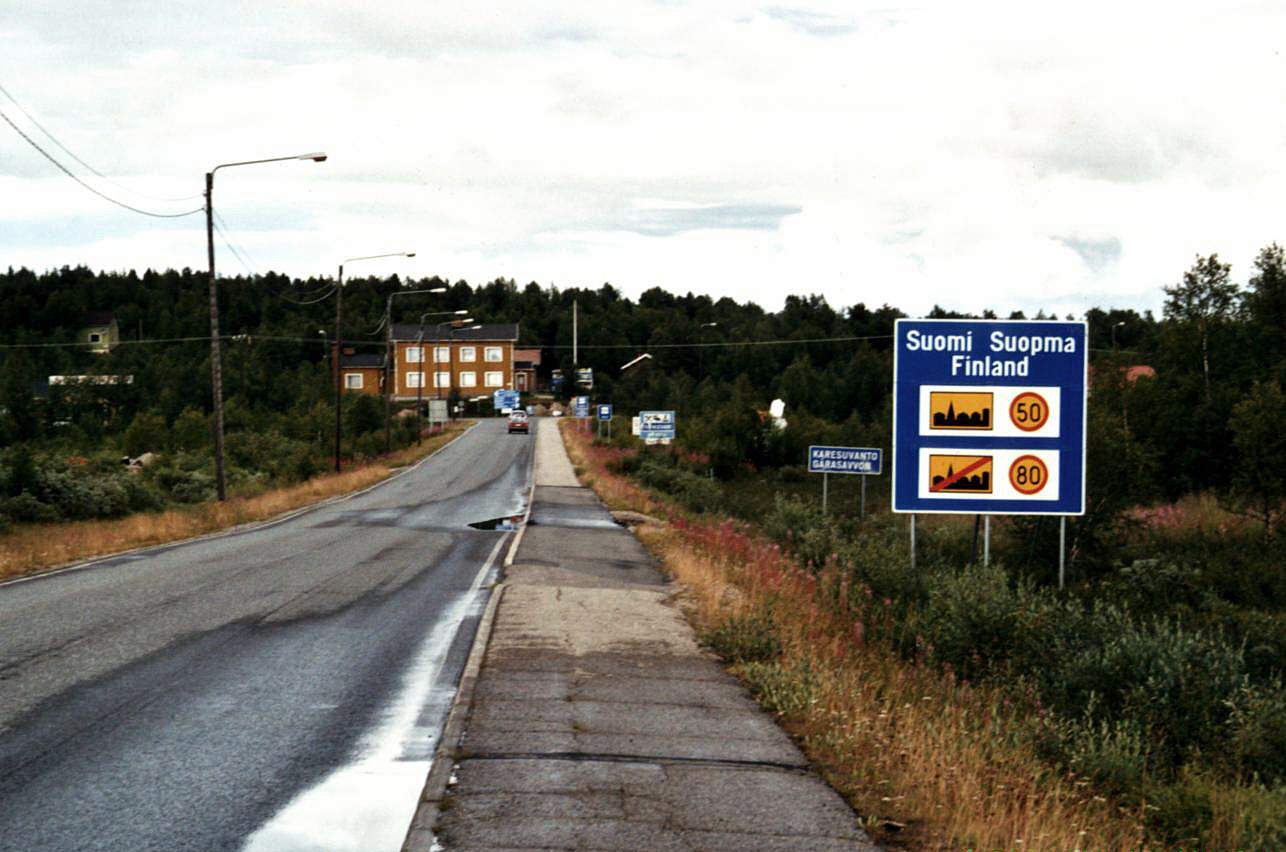
E45 w Kaaresuvanto w Finlandii
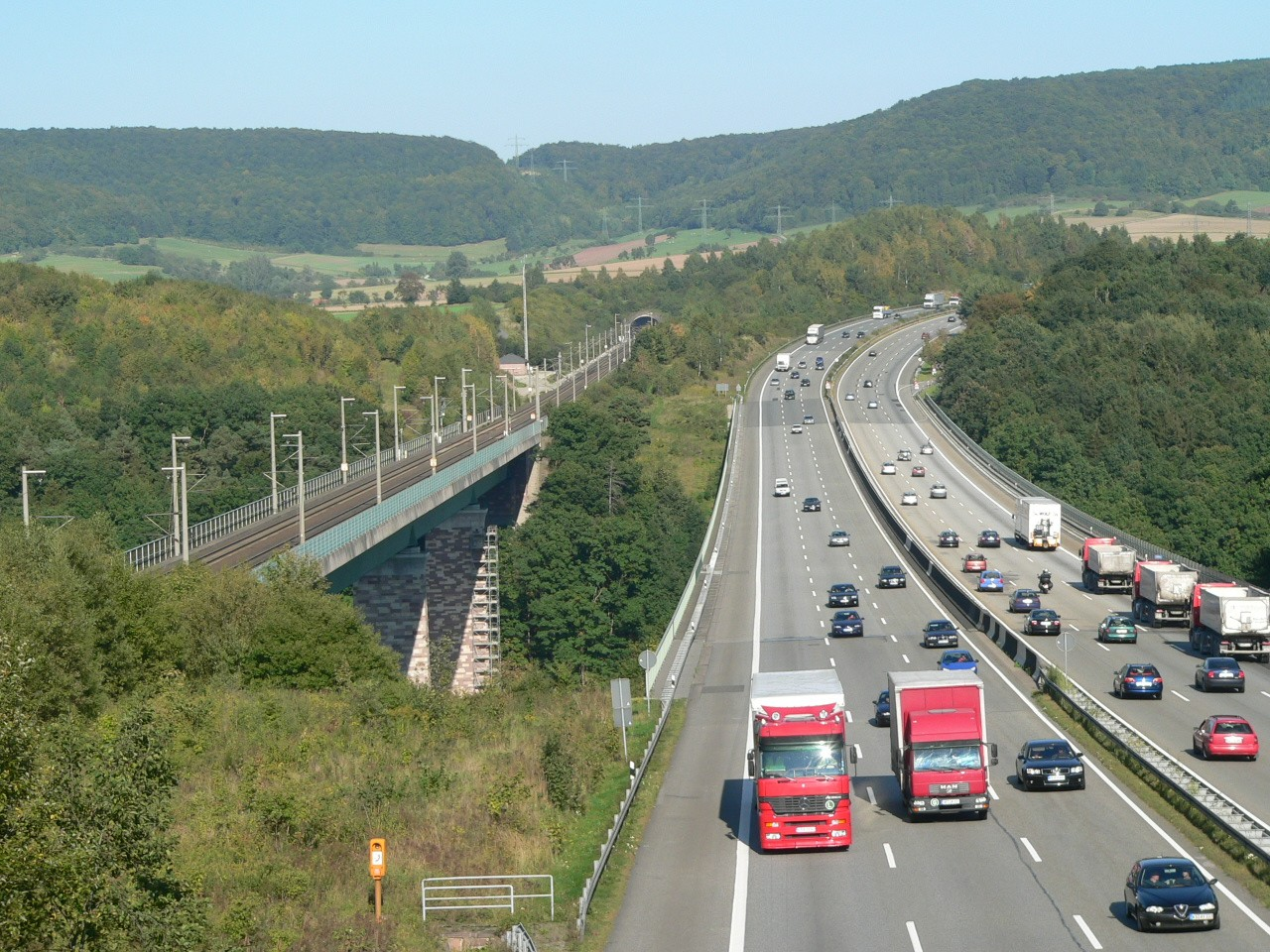
A7 w Niemczech
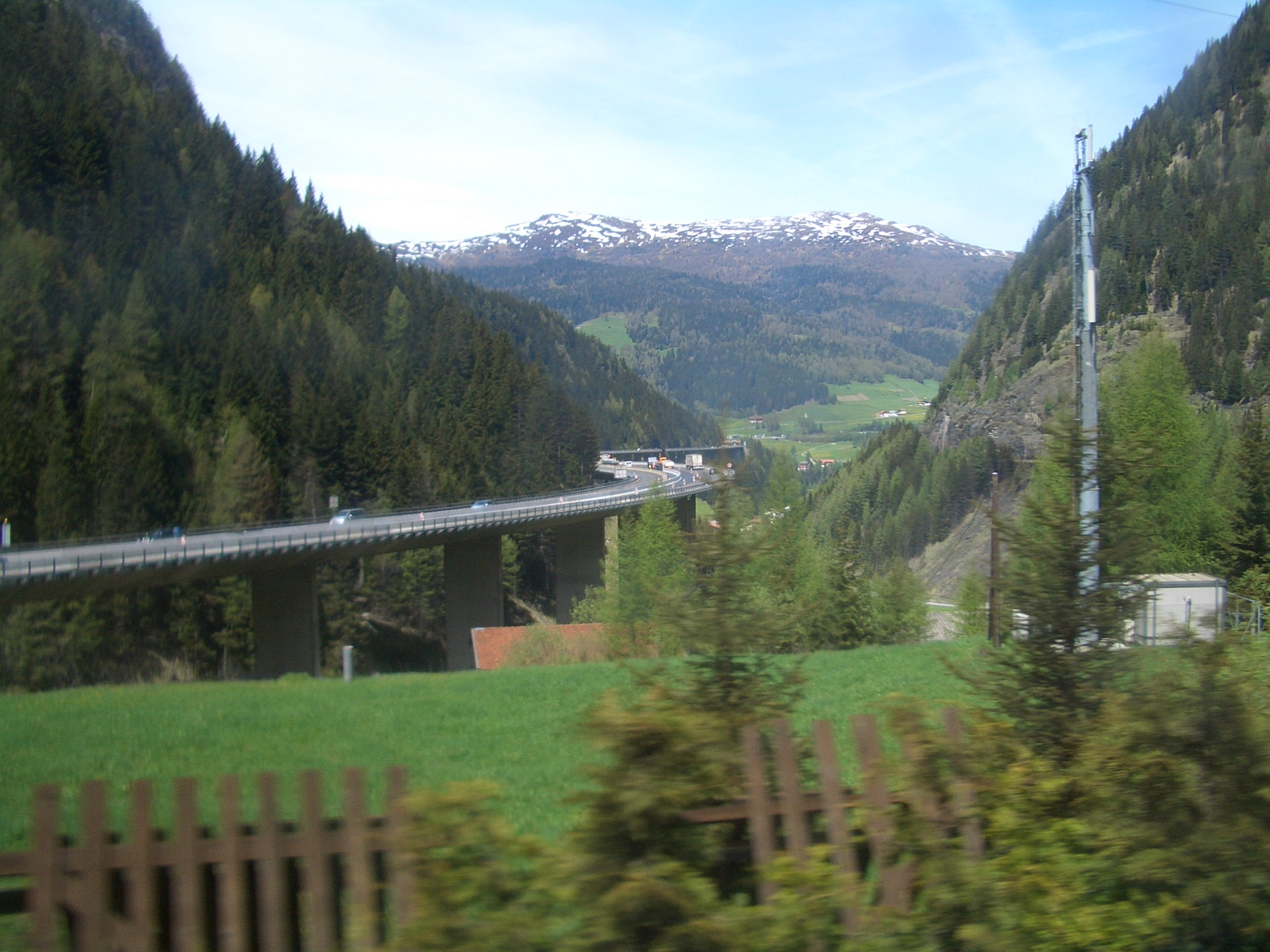
Przełęcz Brenner we Włoszech